# Jamsran Ulzii-Orshikh
Jamsran Ulzii-Orshikh (en Mongol : Жамсрангийн Өлзий-Орших), nacido el 14 de junio de 1967, es un ciclista mongol.

## Palmarés
| 2001 - Campeonato de Mongolia en Ruta - Campeonato de Mongolia en Contrarreloj - 2.º en el Campeonato Asiático en Contrarreloj 2002 - 1 etapa de la Tour de Bulgaria - Perlis Open, más 1 etapa 2003 - Campeonato de Mongolia en Ruta - Campeonato de Mongolia en Contrarreloj 2005 - Campeonato de Mongolia en Ruta - Campeonato de Mongolia en Contrarreloj | 2006 - Campeonato de Mongolia en Ruta - Campeonato de Mongolia en Contrarreloj - 1 etapa del Tour de Siam - 1 etapa del Tour de Indonesia 2007 - Campeonato de Mongolia en Ruta 2009 - 3.º en el Campeonato de Mongolia en Ruta |